# Sergi López i Ayats
Sergi López i Ayats (Vilanova i la Geltrú, 22 december 1965) is een Spaans acteur. Hij verleent zijn medewerking zowel aan Franse als aan Spaanse en Catalaanse films. Hij is de eerste buitenlandse acteur die de César voor Beste acteur behaald heeft (in 2001, voor zijn angstaanjagende vertolking in Harry, un ami qui vous veut du bien).

## Leven en werk

### Opleiding
Van jongs af aan was Sergi López geboeid door de toneelwereld. Hij volgde circus- en acrobatielessen en hij gaf samen met vrienden straatvoorstellingen in het naburige Barcelona. Daar begon hij ook acteerlessen te volgen. In 1990 ging hij zich in Parijs inschrijven aan de 'école internationale de Théâtre et de Mime' van pedagoog en regisseur Jacques Lecoq. 

### Debuut bij filmregisseur Manuel Poirier
Hij werd er opgemerkt door filmregisseur Manuel Poirier die een jongeman met Spaans accent nodig had voor de rol van emigrant in zijn langspeelfilmdebuut, de tragikomedie La Petite Amie d'Antonio (1992).
Hier werden de kiemen gezaaid voor een intense samenwerking tussen López en Poirier. Tot op heden verwezenlijkten ze samen tien films. De ontroerende tragikomedie Western (1997), een soort roadmovie die zich afspeelde op de Bretoense wegen, was er de bekendste en de succesvolste van. In 1999 speelde López in Une liaison pornographique, een andere fel opgemerkte tragikomedie, waarin hij en Nathalie Baye elkaar regelmatig ontmoetten om hun seksuele fantasieën met elkaar te beleven. 

### Jaren tweeduizend: doorbraak en sterke rollen
Een jaar later vertolkte hij in de onrustwekkende thriller Harry, un ami qui vous veut du bien een psychopaat die het leven van een oude schoolkameraad binnendrong. In die rol, waarmee hij definitief doorbrak, was hij zowel vertederend als verontrustend. Dit succes bezorgde hem onder meer een hoofdrol in de dramatische thriller Dirty Pretty Things (2002) waarin hij de gewetenloze draaischijf was van een illegale handel in organen. Sterke rollen volgden elkaar op : de geduldige onderwijzer-therapeut in het drama Les Mots bleus (2004), een van de laatste films van Alain Corneau, de meedogenloze kapitein die het franquisme aankleefde in de fantastische film El laberinto del fauno (2006) en de gescheiden vader die een geheim ontdekte in het huis dat hij wou betrekken in het drama La Maison (2007). In 2007 oogstte hij veel bijval met zijn onemanshow Non solum waarmee hij wat later op tournee vertrok in gans Frankrijk. 
Daarna draaide zijn filmcarrière weer op volle toeren. Zo was hij in 2009 onder meer de vader van een buitengewone baby in de François Ozon-komedie Ricky en de arbeider op wie de gehuwde burgervrouw Kristin Scott Thomas heftig verliefd werd in het romantische drama Partir. Te vermelden waren ook nog zijn bijrollen in de historische drama's Le Moine (2011), 
Michael Kohlhaas (2013) en Pain noir (2011), een prent waarmee hij terugkeerde naar het naoorlogse onder het franquisme gebukt gaande Catalonië.

### Samenwerking met auteur-cineasten
López verleende heel dikwijls zijn medewerking aan cineasten die zelf het scenario van hun films (mee)schrijven. Het valt op dat hij veelal dergelijke producties verkiest boven prestigieuzer werk. De namen van dergelijke 'auteurs' komen meerdere keren terug in de loop van zijn carrière. Zo mochten, naast Manuel Poirier, onder meer François Ozon, Dominik Moll, Catherine Orsini, Marion Vernoux en de broers Larrieu meermaals op zijn talent rekenen. Ook land- en streekgenoten zoals Ventura Pons, Miguel Albaladejo en Isabel Coixet deden niet tevergeefs een beroep op hem.

### Acteerstijl
Zijn vertolkingen komen zowel in komedies als in drama's tot hun recht. Hij is een charismatisch acteur die heel gevarieerde gevoelens opwekt : zowel sympathie als angst, en zowat alles wat daartussen ligt. In Harry, un ami qui vous veut du bien gebeurde dat zelfs binnen een en hetzelfde verhaal.

## Filmografie

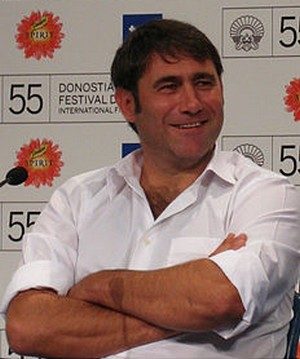
Sergi López in 2007 op het Internationaal filmfestival van San Sebastián.

Uitgezonderd korte films en televisiefilms.
| Filmografie als acteur |                                          |
| Jaar                   | Titel                                    |
| 1992                   | La petite amie d'Antonio                 |
| 1994                   | Ciudad baja                              |
| 1995                   | … à la campagne                          |
| 1997                   | Marion                                   |
| 1997                   | Western                                  |
| 1998                   | Carícies                                 |
| 1999                   | Entre las piernas                        |
| 1999                   | La nouvelle Ève                          |
| 1999                   | Lisboa                                   |
| 1999                   | Une liaison pornographique               |
| 1999                   | Rien à faire                             |
| 1999                   | Ataque verbal                            |
| 2000                   | Toreros                                  |
| 2000                   | Morir (o no)                             |
| 2000                   | Arde amor                                |
| 2000                   | Harry, un ami qui vous veut du bien      |
| 2001                   | El cielo abierto                         |
| 2001                   | Te quiero                                |
| 2001                   | Hombres felices                          |
| 2001                   | Le Lait de la tendresse humaine          |
| 2001                   | Reines d'un jour                         |
| 2001                   | Sólo mía                                 |
| 2002                   | Les femmes... ou les enfants d'abord...  |
| 2002                   | Filles perdues, cheveux gras             |
| 2002                   | Dirty Pretty Things                      |
| 2002                   | Décalage horaire                         |
| 2003                   | Rencontre avec le dragon                 |
| 2003                   | Janis et John                            |
| 2004                   | Chemins de traverse                      |
| 2005                   | Les mots bleus                           |
| 2005                   | Peindre ou faire l'amour                 |
| 2006                   | El laberinto del fauno                   |
| 2007                   | La maison                                |
| 2008                   | Parc                                     |
| 2009                   | Ricky                                    |
| 2009                   | Map of the Sounds of Tokyo               |
| 2009                   | Les Derniers jours du monde              |
| 2009                   | Petit indi                               |
| 2009                   | Partir                                   |
| 2009                   | La régate                                |
| 2010                   | Le café du pont                          |
| 2010                   | Rendez-vous avec un ange                 |
| 2010                   | Potiche                                  |
| 2010                   | Pa negre                                 |
| 2011                   | Chez Gino                                |
| 2011                   | La proie                                 |
| 2011                   | Le moine                                 |
| 2012                   | Dubaï Flamingo                           |
| 2012                   | Tango libre                              |
| 2013                   | Turf                                     |
| 2013                   | La tendresse                             |
| 2013                   | Michael Kohlhaas                         |
| 2013                   | Ismael                                   |
| 2014                   | Geronimo                                 |
| 2014                   | Le beau monde                            |
| 2014                   | El Niño                                  |
| 2014                   | Murieron por encima de sus posibilidades |
| 2014                   | Dos a la carta                           |
| 2015                   | Transeúntes                              |
| 2015                   | A Perfect Day                            |
| 2015                   | Les rois du monde                        |
| 2015                   | Vingt et une nuits avec Pattie           |
| 2015                   | Faut savoir se contenter de beaucoup     |
| 2015                   | Un dia perfecte per volar                |
| 2015                   | Segon origen                             |
| 2016                   | Quatretondeta                            |
| 2016                   | La propera pell                          |
| 2016                   | Orpheline                                |
| 2016                   | En amont du fleuve                       |
| 2017                   | La vida lliure                           |
| 2018                   | Raiva                                    |
| 2018                   | Lazzaro Felice                           |
| 2018                   | The Man Who Killed Don Quixote           |
| 2018                   | Black is Beltza                          |
| 2018                   | Escapada                                 |
| 2019                   | Staff Only                               |
| 2019                   | 7 raons per fugir                        |
| 2019                   | Vagabondes                               |
| 2019                   | Les parfums                              |
| 2019                   | La innocència                            |
| 2020                   | Filles de joie                           |
| 2020                   | Josep                                    |
| 2020                   | La boda de Rosa                          |
| 2020                   | La pièce rapportée                       |
| 2020                   | Rifkin's Festival                        |
| 2020                   | La vampira de Barcelona                  |
| 2020                   | Ultrainocencia                           |
| 2021                   | Pierre & Jeanne                          |
| 2021                   | Mediterráneo                             |
| 2024                   | Maldoror                                 |
| 2025                   | Sirat                                    |

## Prijzen en nominaties

### Prijzen
- 1992 - La Petite Amie d'Antonio : Prix Michel-Simon (prijs uitgereikt aan de Beste jonge acteur en actrice)
- 1997 - Western : Beste acteur op het Filmfestival van Sitges
- 2001 - Harry, un ami qui vous veut du bien :  César voor Beste acteur

### Nominaties
- 2002 - Sólo mía : Goya voor beste mannelijke hoofdrol
- 2007 - El laberinto del fauno : Goya voor beste mannelijke hoofdrol
- 2011 - Pa negre : Goya voor beste mannelijke bijrol

- Bibsys: 4080740
- Biblioteca Nacional de España: XX1361019
- Bibliothèque nationale de France: cb14048818r (data)
- Catàleg d'autoritats de noms i títols de Catalunya: 981058529620906706
- Gemeinsame Normdatei: 14069384X
- International Standard Name Identifier: 0000 0001 2101 6878
- Library of Congress Control Number: n2009076934
- Nationale Bibliotheek van Tsjechië: xx0095211
- Nationale Bibliotheek van Israël: 987007324570005171
- Nederlandse Thesaurus van Auteursnamen: 173716040
- Istituto Centrale per il Catalogo Unico: UBOV495325
- Système universitaire de documentation: 066512565
- Virtual International Authority File: 59286276
- WorldCat: E39PBJcgwFWjGQMVdrB7KgJMT3